# Kylee Russell
Kylee Russell, född den 8 oktober 1996 i Panorama City, är en amerikansk skådespelerska.
I filmen Jump In! spelade hon Karin Daniels, syster till huvudrollen Izzy. I Zombies-serien och film-serien såsom bland annat Zombies 4: Dawn of the Vampires spelar hon Eliza, en av de centrala karaktärerna.

## Filmografi (i urval)
- 2007 – Jump In!
- 2025 – Zombies 4: Dawn of the Vampires